# Masato Yamasaki
Masato Yamasaki (山崎 理人 Yamasaki Masato?), född 7 april 1980 i Fukuoka prefektur, är en japansk före detta fotbollsspelare.
Yamasaki började sin karriär 1999 i Kyoto Purple Sanga. 2001 flyttade han till Mito HollyHock. Han spelade 88 ligamatcher för klubben. Efter Mito HollyHock spelade han för New Wave Kitakyushu. Han avslutade karriären 2006.